# Sandy Dennis
Sandy Dennis, all'anagrafe Sandra Dale Dennis (Hastings, 27 aprile 1937 – Westport, 2 marzo 1992), è stata un'attrice statunitense, vincitrice dell'Oscar alla miglior attrice non protagonista nel 1967.

## Biografia
Dopo le prime esperienze d'attrice in compagnie teatrali di provincia, Sandy Dennis si trasferì a New York all'inizio degli anni sessanta per lavorare nel circuito teatrale off Broadway. Vinse per due anni consecutivi il Tony Award: nel 1963 per A Thousand Clowns e nel 1964 per Any Wednesday. Allieva dell'Actor's Studio, ottenne una piccola parte in Splendore nell'erba (1961) di Elia Kazan, uno dei fondatori della celebre scuola di recitazione.
Al suo primo ruolo importante per il grande schermo, e nonostante la poca esperienza cinematografica, conquistò subito il premio Oscar alla miglior attrice non protagonista nel 1967 per la sua interpretazione di Honey (Ada nella versione italiana), moglie alcolizzata, timida e introversa di George Segal in Chi ha paura di Virginia Woolf? (1966) di Mike Nichols, ove affiancò Elizabeth Taylor e Richard Burton. Nel 1966 avrebbe dovuto recitare anche nel film Tutti i mercoledì di Robert Ellis Miller, versione cinematografica della commedia Any Wednesday di Muriel Resnik, da lei portata al successo due anni prima in teatro, ma la parte venne poi affidata a Jane Fonda. Nello stesso anno apparve nel film The Three Sisters di Paul Bogart, accanto a Geraldine Page, che ritrovò in Cattive abitudini (1977) di Michael Lindsay-Hogg.
In epoca di rapido mutamento nei modelli culturali, la Dennis si impose per le sue interpretazioni di personaggi femminili piuttosto lontani dai canoni consueti, complessi e tormentati, rappresentativi delle patologie nevrotiche di una società opulenta ma anche contraddittoria. Il suo fine talento drammatico venne confermato con magistrali prove nei ruoli dell'ambigua Jill Banford in La volpe (1967) di Mark Rydell e di Frances Austen nel dramma Quel freddo giorno nel parco (1969) di Robert Altman. In quegli anni confermò il suo talento anche in ruoli da commedia leggera e agrodolce, come quelli dell'insegnante maltrattata in Su per la discesa (1967) di Robert Mulligan, della donna malata e restia ad innamorarsi in Dolce novembre (1968) di Robert Ellis Miller, e della moglie di Jack Lemmon in Un provinciale a New York (1970) di Arthur Hiller, rivelandosi in tal caso una sorprendente e perfetta spalla del celebre protagonista maschile.
Dopo aver lavorato per un certo periodo in televisione, la Dennis tornò sul grande schermo in film come Jimmy Dean, Jimmy Dean (1982) di Robert Altman (1982) e Un'altra donna (1988) di Woody Allen. Recitò per l'ultima volta in Lupo solitario (1991) di Sean Penn.

## Vita privata
Già compagna del musicista Gerry Mulligan, e successivamente dell'attore Eric Roberts, Sandy Dennis morì il 2 marzo 1992, all'età di 54 anni, per un cancro alle ovaie.

## Filmografia

### Cinema
- Splendore nell'erba (Splendor in the Grass), regia di Elia Kazan (1961)
- Chi ha paura di Virginia Woolf? (Who's Afraid of Virginia Woolf?), regia di Mike Nichols (1966)
- The Three Sisters, regia di Paul Bogart (1966)
- Su per la discesa (Up the Down Staircase), regia di Robert Mulligan (1967)
- La volpe (The Fox), regia di Mark Rydell (1967)
- Dolce novembre (Sweet November), regia di Robert Ellis Miller (1968)
- Quel freddo giorno nel parco (That Cold Day in the Park), regia di Robert Altman (1969)
- A Touch of Love, regia di Waris Hussein (1969)
- Un provinciale a New York (The Out of Towners), regia di Arthur Hiller (1970)
- Cattive abitudini (Nasty Habits), regia di Michael Lindsay-Hogg (1977)
- Jimmy Dean, Jimmy Dean, regia di Robert Altman (1982)
- Un'altra donna (Another Woman), regia di Woody Allen (1988)
- 976 - Chiamata per il diavolo (976-EVIL), regia di Robert Englund (1989)
- Pranzo misterioso (Parents), regia di Bob Balaban (1989)
- Lupo solitario (The Indian Runner), regia di Sean Penn (1991)

### Televisione
- Sotto accusa (Arrest and Trial) – serie TV, episodio 1x19 (1964)
- Mr. Broadway – serie TV, episodio 1x07 (1964)
- Annie – sitcom (1964)
- NBC'S Love – serial TV, 2 puntate (1968-1969)
- Il signore delle tenebre (Something Evil), regia di Steven Spielberg – film TV (1972)

## Riconoscimenti
- Premio Oscar
  - 1967 – Miglior attrice non protagonista per Chi ha paura di Virginia Woolf?

- Golden Globe
  - 1967 – Candidatura alla migliore attrice non protagonista per Chi ha paura di Virginia Woolf?
  - 1971 – Candidatura alla migliore attrice in un film commedia o musicale per Un provinciale a New York

- Tony Award
  - 1963 – Miglior attrice protagonista in un'opera teatrale per Any Wednesday
  - 1964 – Miglior attrice protagonista in un'opera teatrale per A Thousand Clowns

## Doppiatrici italiane
- Lucia Catullo in Chi ha paura di Virginia Woolf?
- Maria Pia Di Meo in Un provinciale a New York
- Mirella Pace ne Il signore delle tenebre
- Ada Maria Serra Zanetti in Jimmy Dean, Jimmy Dean
- Paola Piccinato in 976 - Chiamata per il diavolo
- Miranda Bonansea in Lupo solitario